# Campeonato Mundial de Ciclismo en Ruta de 1954
Los Campeonatos del mundo de ciclismo en ruta de 1954 se celebró en la localidad de la República Federal de Alemania de Solingen el 21 y 22 de agosto de 1954. 

## Resultados
| Evento                     | Oro                        | Oro        | Plata                   | Plata    | Bronce                              | Bronce   |
| -------------------------- | -------------------------- | ---------- | ----------------------- | -------- | ----------------------------------- | -------- |
| Pruebas masculinas         |                            |            |                         |          |                                     |          |
| Hombres - carrera en línea | Louison Bobet Francia      | 7h 24' 36" | Fritz Schaer · Suiza    | + 12"    | Charly Gaul Luxemburgo              | + 2' 12" |
| Amateur - carrera en línea | Emiel Van Cauter · Bélgica | 4h 22' 45" | Hans Andresen Dinamarca | + 1' 20" | Martin van der Borgh · Países Bajos | + 1' 45" |